# Aegilops uniatistata
Aegilops uniatistata är en gräsart som beskrevs av Roberto de Visiani. Aegilops uniatistata ingår i släktet bockveten, och familjen gräs. Inga underarter finns listade i Catalogue of Life.